# 鎌田政金
鎌田 政金（かまた まさかね、生年不詳 - 天正20年7月18日（1592年8月25日））は、安土桃山時代の武将。薩摩国島津氏の家臣。通称は因獄左衛門（ひとやざえもん）。
島津16代義久の次弟・島津歳久の直臣で、豊臣秀吉が九州平定の軍を派した際には、天正15年（1587年）にその娘婿である忠隣に付けられ根白坂の戦いに参戦した。しかし島津勢は完敗、忠隣も鉄砲傷を負い政金に水を所望すると、政金は近くにあった青梅を千切って水代わりに差し出した。忠隣は一口かじってから絶命、政金はその死を看取った。同年6月、歳久の降伏の使者として秀吉と対面すると、秀吉より帷子二重を賜った。
天正20年（1592年）、罪を得て蟄居を命じられる（理由は不明）。しかし、歳久が梅北一揆の首謀者との嫌疑を懸けられ秀吉より切腹を命じられると、蟄居先を発って歳久を追い、脇元の竜ヶ水へ馳せ付ける。そこで歳久に赦免を請い許されると、他の26名と共に殉死した。法名は「怡雲良悦禅定門」。子孫は東郷（現・鹿児島県薩摩川内市東郷）の郷士となる。